# Arrested Development (televisieserie)

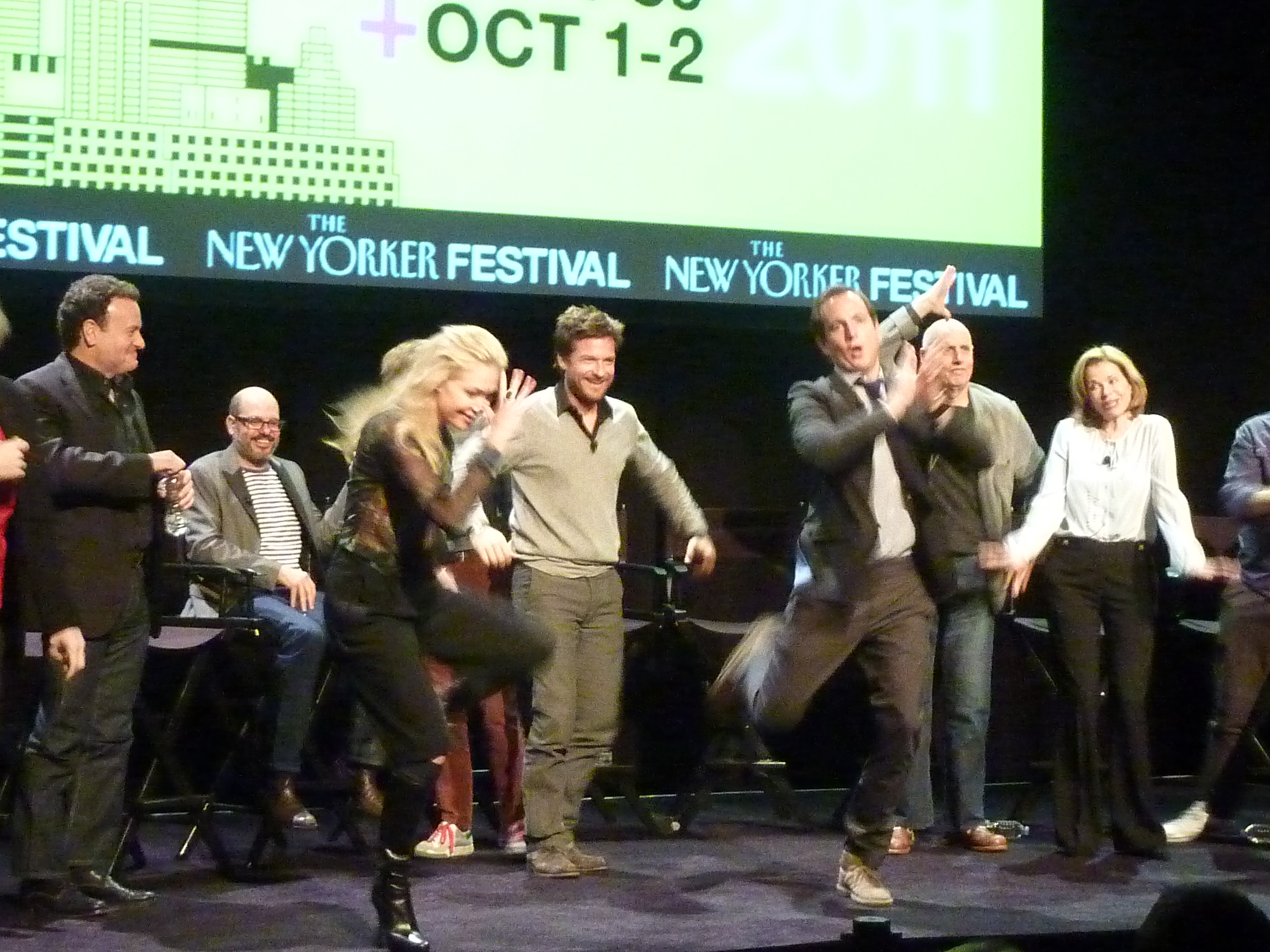
De cast van Arrested Development

Arrested Development is een Amerikaanse komedieserie die op de Amerikaanse televisie werd uitgezonden van 2 november 2003 tot 10 februari 2006, en vanaf mei 2013 verschenen nieuwe afleveringen via Netflix.
Arrested Development kreeg lovende kritieken. Het won zes Emmy's en een Golden Globe, en trok een cult following aan. Het werd een van de beste tv-shows aller tijden genoemd door publicaties zoals Rolling Stone, Time, en Entertainment Weekly. Het beïnvloedde latere single-camera komedieseries als 30 Rock en Community (televisieserie).

## Verhaal
Arrested Development gaat over de rijke familie Bluth, die daarnaast ook excentriek en disfunctioneel is. Michael Bluth tracht samen met zijn zoon, broers en zus het familiebedrijf van de ondergang te redden, nadat zijn vader wegens fraude in de gevangenis komt.

## Opzet
De discussie die leidde tot de creatie van de serie begon in de zomer van 2002. Ron Howard had het oorspronkelijke idee om een komedieserie te maken in de stijl van handcamera's en reality-televisie, maar met een uitgebreid, zeer komisch script dat het resultaat was van herhaalde herschrijvingen en repetities. Howard had een ontmoeting met David Nevins, de president van Imagine Television, Katie O'Connell, een senior vice-president, en twee schrijvers, waaronder Mitchell Hurwitz. In het licht van recente boekhoudschandalen in het bedrijfsleven, zoals bij Enron en Adelphia, suggereerde Hurwitz een verhaal over een ‘van rijkdom tot vodden’-familie. Howard en Imagine waren geïnteresseerd in het gebruik van dit idee en tekenden Hurwitz om de show te schrijven. Het idee werd gepitcht en verkocht in het derde kwartaal van 2002. Er was een biedoorlog voor de show tussen Fox en NBC, waarbij de show uiteindelijk aan Fox werd verkocht als putpiloot met een boete van zes cijfers.
In de daaropvolgende maanden ontwikkelde Hurwitz de personages en het plot voor de serie. Het script van de pilot-aflevering werd in januari 2003 ingediend en in maart 2003 gefilmd. Het werd eind april ingediend bij Fox en werd in mei toegevoegd aan het herfstschema van het netwerk.

## Ontvangst

### Televisiewaarderingen
Hoewel de show lovende kritieken kreeg, trok het geen groot publiek. Volgens het beoordelingssysteem van Nielsen Media Research was het eerste seizoen van de show de 120e meest populaire show onder huishoudens en de 88e onder kijkers van 18 tot 49 jaar, met een gemiddelde van 6,2 miljoen kijkers.
De Amerikaanse kijkcijfers in het tweede seizoen bedroegen gemiddeld ongeveer zes miljoen kijkers, terwijl het derde seizoen gemiddeld ongeveer vier miljoen kijkers bedroeg. Fox kondigde aan dat het de productie van het tweede seizoen zou stopzetten bij achttien afleveringen - vier afleveringen minder dan het geplande seizoen.
Voor het derde seizoen plaatste Fox de show op maandag om 20.00 uur. EN. De kijkcijfers daalden verder dan voorgaande seizoenen. Op 9 november 2005 kondigde Fox aan dat de show niet zou worden uitgezonden in de sweeps van november, en dat ze de afleveringsvolgorde voor het derde seizoen hadden verlaagd van 22 naar 13. Fox vertoonde uiteindelijk de laatste vier afleveringen in een tijdslot van twee uur. – direct tegenover de openingsceremonie van de Olympische Winterspelen van 2006. De laatste aflevering van de serie trok 3,43 miljoen kijkers.

### Kritische Reactie
Tijdens de oorspronkelijke run kreeg Arrested Development lovende kritieken. Het wordt algemeen beschouwd als een van de bepalende shows van de jaren 2000 en wordt door veel critici geprezen als een van de grootste komedies aller tijden. In 2007 werd de show vermeld als een van de "100 beste tv-shows aller tijden" van Time Magazine.
Tim Stack van Entertainment Weekly prees de serie en zei: "Is it beating a dead horse to once again state that this underappreciated gem is the best sitcom on TV? Too bad. Arrested Development is the best sitcom on TV!"
David Bianculli van de New York Daily News verklaarde: "Als je deze serie niet op Fox kijkt, kun je hem op zijn minst op dvd kopen. Je zult er dol op zijn, en het is zo'n compacte show (in de beste zin van het woord). het woord) dat het herhaaldelijk kijken beloont. Net als Scrubs en de Britse versie van The Office is het het soort programma dat het echt verdient om ononderbroken gezien te worden, meerdere afleveringen tegelijk, voor maximaal plezier. hier is waanzinnig hoog, waardoor het van grote waarde is als aankoop van een thuisbibliotheek."
Alison Powell van The Guardian (Britse krant) zei: "Terwijl Hollywood-agenten zich zorgen maken over de ondergang van de loeiende geldkoe van de stad, de met meerdere camera's geënsceneerde sitcom, is hier om de dag te redden Arrested Development, een farce van zo'n laaiende humor en originaliteit, dat het moet luiden zeker een nieuw tijdperk in de komedie in."
Gillian Flynn van Entertainment Weekly noemde Arrested Development de beste televisieshow van 2005 en zei in haar recensie: "Hoe vreemd Arrested ook is, het is ook menselijk. Een onberispelijke cast - van Will Arnetts ademende, bombastische Gob tot Jessica Walters dronken Lucille - zet het op de grond. ", geholpen door de minzame vertelling van Ron Howard. Het middelpunt van de gevoeligheid is de goede zoon Michael (Jason Bateman) en zijn nog betere zoon, George Michael (Michael Cera). Bateman en Cera geven de beste reacties die er zijn - de eerste allemaal vermoeide ergernis, de laatste Aanbiddelijk konijn-verbijsterd. Samen zijn ze de liefste, onhandigste heteromannen in de slimste, meest schokkend grappige serie op tv... die waarschijnlijk wordt geannuleerd, ondanks zes Emmy-overwinningen. Het is een perversie die zelfs de Bluths niet verdienen.' In 2012 plaatste Entertainment Weekly de show op nummer 2 in de "25 beste cult-tv-shows van de afgelopen 25 jaar", en prees de "snelle, uitzinnige, in elkaar grijpende grappen die niet toegeven aan de massa; knipoogjes (bijv. voorbeeldscènes voor de aflevering van de volgende week); en een cast van absurde personages". In 2013 plaatste de Writers Guild of America de serie op nummer 16 op hun lijst van de 101 best geschreven tv-series.

## Rolverdeling
Hoofdrollen
| Acteur          | Personage                               |
| --------------- | --------------------------------------- |
| Jason Bateman   | Michael Bluth (84 afleveringen)         |
| Portia de Rossi | Lindsay Bluth Fünke (67 afleveringen)   |
| Will Arnett     | George "Gob" Bluth II (82 afleveringen) |
| Michael Cera    | George-Michael Bluth (77 afleveringen)  |
| Alia Shawkat    | Mae "Maeby" Fünke (76 afleveringen)     |
| Tony Hale       | Byron "Buster" Bluth (72 afleveringen)  |
| David Cross     | Tobias Fünke (76 afleveringen)          |
| Jeffrey Tambor  | George Bluth Sr. (79 afleveringen)      |
| Jessica Walter  | Lucille Bluth (82 afleveringen)         |
| Ron Howard      | Verteller/ Zichzelf (84 afleveringen)   |

Nevenrollen
| Acteur           | Personage                          |
| ---------------- | ---------------------------------- |
| Henry Winkler    | Barry Zuckerkorn (33 afleveringen) |
| John Beard       | Zichzelf (31 afleveringen)         |
| Liza Minnelli    | Lucille Austero (21 afleveringen)  |
| Mae Whitman      | Ann Veal (16 afleveringen)         |
| Ed Begley jr.    | Stan Sitwell (15 afleveringen)     |
| Maria Bamford    | DeBrie Bardeaux (15 afleveringen)  |
| Judy Greer       | Kitty Sanchez (13 afleveringen)    |
| Jeff Garlin      | Mort Meyers (11 afleveringen)      |
| Ben Stiller      | Tony Wonder (10 afleveringen)      |
| Christine Taylor | Sally Sitwell (10 afleveringen)    |
| Terry Crews      | Herbert Love (8 afleveringen)      |
| Martin Mull      | Gene Parmesan (6 afleveringen)     |
| Dermot Mulroney  | Dusty Radler (6 afleveringen)      |
| Charlize Theron  | Rita Leeds (5 afleveringen)        |
| Scott Baio       | Bob Loblaw (5 afleveringen)        |
| John Slattery    | Dr. Norman (5 afleveringen)        |
| Andy Richter     | Zichzelf (5 afleveringen)          |
| Carl Weathers    | Zichzelf (4 afleveringen)          |
| Tommy Tune       | Argyle Austero (3 afleveringen)    |

## Film
Vanaf het einde van het derde seizoen werd er gespeculeerd over een filmadaptatie. In de seizoensfinale zit Maeby bij Ron Howard om het verhaal van haar familie te verkopen. Hij zegt dan dat hij het verhaal meer als een film ziet.

## Revival
Hoewel de kijkcijfers achterbleven, was de serie een kritisch succes. Dankzij de goede verkoop van dvd's en een groeiende fanbase, kregen de makers de vraag een vierde seizoen te maken. Aanvankelijk zou dit seizoen bestaan uit tien afleveringen die elk over het wel en wee van één personage zouden gaan, om zo een inleiding te vormen voor de film. Later werd bekendgemaakt dat de afleveringen in het vierde seizoen meer zouden lijken op de oude afleveringen. Sinds 26 mei 2013 zijn alle afleveringen van het nieuwe seizoen te zien via Netflix.